# Ivan Petrović
Ivan Petrović (Sârbă chirilică: Иван Петровић; n. 17 iulie 1986, Užice) este un fotbalist sârb retras din activitate.